# Teri Hatcher
Teri Lynn Hatcher (ur. 8 grudnia 1964 w Palo Alto) – amerykańska aktorka.
Odtwórczyni roli Lois Lane w serialu ABC Nowe przygody Supermana (1993–1997) i Susan Delfino w serialu NBC Gotowe na wszystko (2004–2012), za którą w 2005 zdobyła Złoty Glob dla najlepszej aktorki w serialu komediowym lub musicalu.

## Wczesne lata
Urodziła się w Palo Alto w Kalifornii jako córka programistki Esther (z domu Beshur) i fizyka jądrowego/elektryka Owena Walkera Hatchera. Jej ojciec był pochodzenia angielskiego, a matka miała korzenie francuskie, niemieckie i syryjskie. Hatcher brała lekcje baletu w San Juan School of Dance w Los Altos. Dorastała w Sunnyvale w Kalifornii. Tam w 1982 ukończyła Fremont High School, gdzie była główną cheerleaderką. Następnie studiowała zarówno matematykę, jak i inżynierię w De Anza College w Cupertino.
W marcu 2006 wyznała publicznie, że od piątego roku życia była molestowana seksualnie przez wujka, Richarda Hayesa Stone’a; trzymała sprawę w tajemnicy do 2002, kiedy 14–letnia ofiara podobnego nadużycia ze strony wujka popełniła samobójstwo. Hatcher nie chciała się włączyć w sprawę obawiając się negatywnego rozgłosu, lecz ostatecznie zmieniła zdanie kiedy zaistniało niebezpieczeństwo oddalenia zarzutów. W rezultacie Stone’a skazano na 12 lat więzienia. Stone zmarł na raka okrężnicy w dniu 19 sierpnia 2008, po odbyciu sześciu lat kary.

## Kariera
Studiowała aktorstwo w American Conservatory Theatre w San Francisco. W 1984 była cheerleaderka NFL w drużynie San Francisco 49ers. Od września 1985 do maja 1986 dołączyła do obsady sitcomu ABC Statek miłości jako Amy, jedna z tancerek Syrenki. W serialu MacGyver (1986–1989) u boku Richarda Deana Andersona pojawiła się w sześciu odcinkach jako gadatliwa, ale naiwna Penny Parker. Zadebiutowała na kinowym ekranie w komedii Kawał kina (The Big Picture, 1989) w niewielkiej roli młodej, oportunistycznej aktorki z Kevinem Baconem w roli głównej. Następnie zagrała młodszą siostrę Sylvestra Stallone’a, tancerkę, w wysokobudżetowej policyjnej komedii akcji Andrieja Konczałowskiego Tango i Cash (Tango & Cash, 1989). 
Pod koniec 1991 pojawiła się w teledysku do przeboju Michaela Boltona „Missing You Now”. Od 12 września 1993 do 14 czerwca 1997 grała postać Lois Lane w serialu ABC Nowe przygody Supermana, a w 1996 roku czytelnicy „TV Guide” uznali ją za „Najseksowniejszą kobietę w telewizji”. W 1996 gościła w programie NBC Saturday Night Live. Została wybrana spośród wielu kandydatek, w tym Moniki Bellucci i Seli Ward, ubiegających się o rolę Paris Carver, byłej dziewczyny Jamesa Bonda (Pierce Brosnan), żony Carvera (Jonathan Pryce) w filmie szpiegowskim Rogera Spottiswoode’a Jutro nie umiera nigdy (1997), za którą była nominowana do Nagrody Saturny w kategorii najlepsza aktorka drugoplanowa. Za rolę uwodzicielskiej femme fatale Claudette Rocque, żony narkotykowego bossa (Eric Roberts) w dreszczowcu Phila Joanou Więźniowie nieba (Heaven’s Prisoners, 1996) z Alekiem Baldwinem i za postać Becky Foxx w czarnej komedii Dwa dni z życia doliny (2 Days in the Valley, 1996) z Jeffem Danielsem została nominowana do Złotej Maliny. Jej zdjęcia pojawiły się także na okładkach magazynów, takich jak „Glamour”, „FHM”, „Harper’s Bazaar”, „InStyle”, „Vanity Fair”, „People”, „TV Guide” i „Time”.
W 1999 wystąpiła w roli Sally Bowles w musicalu Johna Kandera Kabaret w Pace Theatrical Group, Wilshire Theater w Los Angeles, a także zagrała w produkcji off-Broadwayowskiej autorstwa Eve Ensler Monologi waginy. 
Od 3 października 2004 do 13 maja 2012 wcielała się w rolę Susan Delfino w serialu NBC Gotowe na wszystko, która przyniosła jej Złoty Glob 2005, i trzy Nagrody Gildii Aktorów Ekranowych, a także nominację do nagrody Emmy i Teen Choice Awards. W 2011 była nominowana do People’s Choice Award w kategorii ulubiona sensacja internetowa.
W 2006 wydała książkę Spalony tost ... czyli życiowa filozofia Teri.

## Życie prywatne

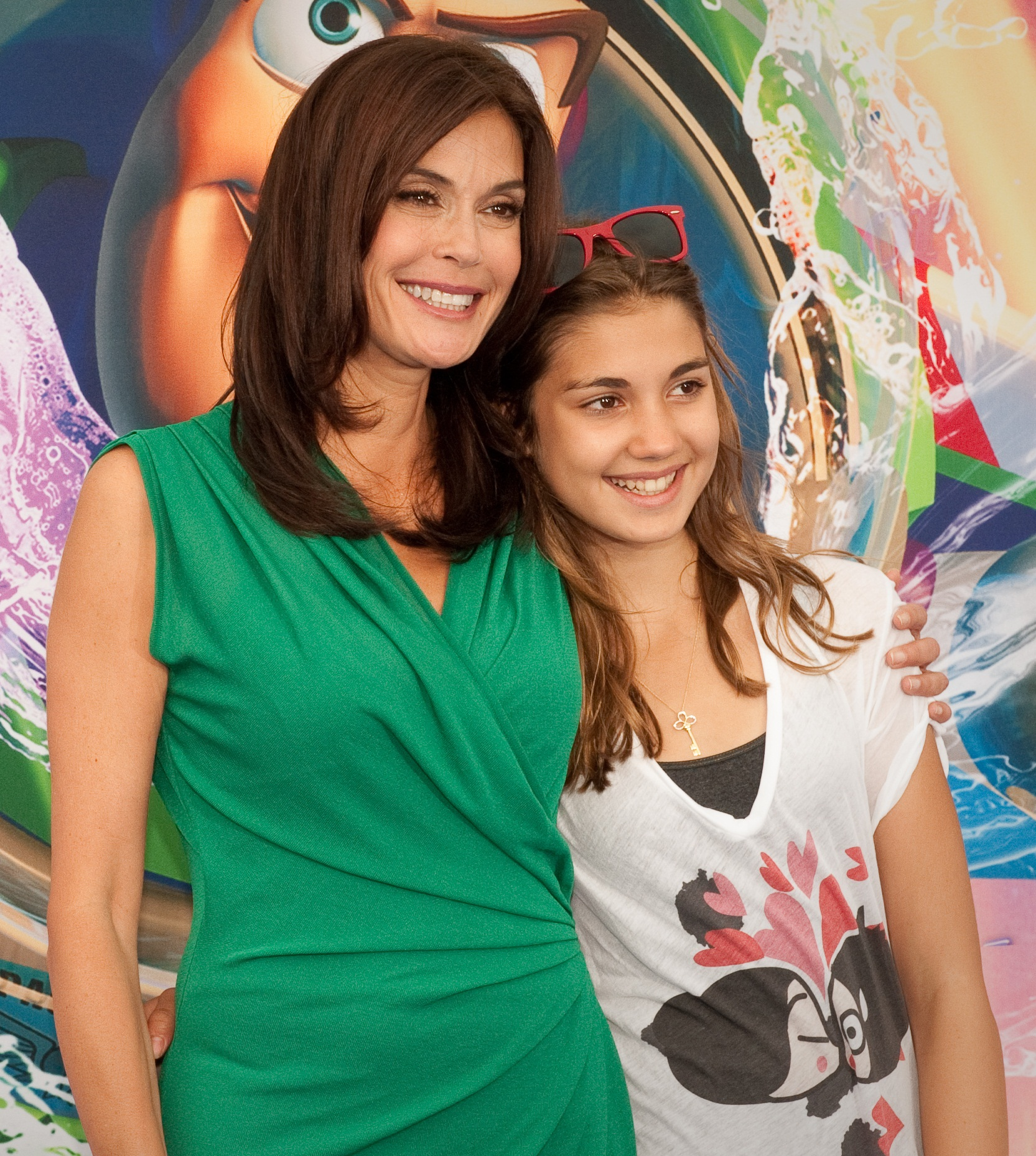
Teri Hatcher z córką (2010)

4 czerwca 1988 wyszła za mąż za Marcusa Leitholda, trenera fitness, z którym się rozwiodła 2 czerwca 1989. 27 maja 1994 zawarła związek małżeński z aktorem Jonem Tenneyem, z którym ma córkę Emerson Rose (ur. 10 listopada 1997). 5 marca 2003 doszło do rozwodu.

## Filmografia

### Filmy
- 1989: Kawał kina (The Big Picture) jako Gretchen Gorman
- 1989: Tango i Cash (Tango & Cash) jako Katherine „Kiki” Tango
- 1991:  Śmierć w jeziorze (Dead in the Water, TV) jako Laura Stewart
- 1991: Babka z zakalcem (Soapdish) jako Ariel Maloney
- 1991: Brotherhood (TV) jako Teresa Gennaro
- 1992: Prosto z mostu (Straight Talk) jako Janice
- 1993: Zewnętrzny chłód (Cool Surface) jako Dani Payson
- 1993: Rozgniatacz mózgów (Brain Smasher... A Love Story) jako Samantha Crain
- 1993: Powiązania (All Tied Up) jako Linda Alissio
- 1996: Dead Girl jako przechodzień
- 1996: Więźniowie nieba (Heaven’s Prisoners) jako Claudette Rocque
- 1996: Dwa dni z życia doliny (2 Days in the Valley) jako Becky Foxx
- 1997: Jutro nie umiera nigdy (Tomorrow Never Dies) jako Paris Carver
- 1998: Odkąd Cię nie ma (Since You’ve Been Gone, TV) jako Maria Goldstein
- 1999: Gorączka (Fever) jako Charlotte Parker
- 2000: Gorączka wyborcza (Running Mates, TV) jako Shawna Morgan
- 2001: Jane Doe (TV) jako Jane Doe
- 2001: Say Uncle
- 2001: Mali agenci (Spy Kids) jako Gradenko
- 2003: Touch of Fate
- 2003: Projekt „Momentum” (TV) jako Jordan Ripps
- 2007: Resurrecting the Champ jako Andrea Flak
- 2009: Koralina i tajemnicze drzwi (Coraline) jako Melanie „Mel” Jones, matka Koraliny / Druga matka (głos)
- 2013: Samoloty (Planes) jako 	Dottie (głos)
- 2014: Samoloty 2 (Planes 2) jako 	Dottie (głos)
- 2016: Sundown jako Janice
- 2019: W szaleństwie jest metoda (Madness in the Method) jako Gina

### Seriale
- 1985–1986: Statek miłości jako Amy
- 1986–1987: Capitol jako Angelica Stimac Clegg
- 1986–1990: MacGyver jako Penny Parker
- 1987: Karen’s Song jako Laura Matthews
- 1987: Night Court jako Kitty Daniels
- 1988: Star Trek: Następne pokolenie jako porucznik Bronwyn Gail Robinson
- 1989: Prawnicy z Miasta Aniołów jako Tracy Shoe
- 1989: Zagubiony w czasie jako Donna Eleese
- 1990: Murphy Brown jako Madeline Stillwell
- 1990: Opowieści z krypty jako Stacy
- 1991: Sunday Dinner jako T.T. Fagori
- 1991: The Exile jako Marissa
- 1993–1997: Nowe przygody Supermana jako Lois Lane
- 1993–1998: Kroniki Seinfelda jako Sidra Holland
- 1998: Frasier jako Marie
- 2004: Dwóch i pół jako Liz
- 2004–2012: Gotowe na wszystko jako Susan Mayer/Delfino
- 2010: Tajemnice Smallville jako Ella Lane, matka Lois
- 2012: Jane by Design jako Kate Quimby, matka Jane
- 2013–2015: Jake i piraci z Nibylandii jako Beatrice LeBeak (głos)
- 2016–2017: Dziwna para jako Charlotte
- 2017: Supergirl jako Rhea, królowa Daxam